# Катастрофа DC-7 в Нью-Йорке
Катастрофа DC-7 в Нью-Йорке — авиационная катастрофа, произошедшая вечером в пятницу 30 ноября 1962 года  в международном аэропорту Айдлуайлд города Нью-Йорк. Авиалайнер Douglas DC-7B американской компании Eastern Air Lines (EAL) завершал пассажирский рейс из Шарлотта (Северная Каролина), когда при выполнении посадки в условиях быстро ухудшающейся погоды экипаж принял решение об уходе на второй круг. Спустя короткое время самолёт упал близ аэродрома и разрушился, при этом погибли 25 человек.

## Самолёт
Douglas DC-7B с регистрационным номером N815D (заводской — 45084, серийный — 711) был выпущен Douglas Aircraft Corporation в 1956 году и 5 сентября поступил к заказчику — американской авиакомпании Eastern Air Lines. Общий налёт борта N815D составлял 18 411 часов 6 минут, в том числе 281 час от последней крупной проверки. Четыре поршневых авиационных двигателя были модели Wright 972TC18DA-3/4 и оборудованы воздушными винтами производства Hamilton Standardмодель 34E60-363. Пассажировместимость салона составляла 70 мест.

## Экипаж
Экипаж самолёта состоял из двух пилотов, бортинженера и пары стюардесс:
- Командир воздушного судна — 43-летний Эдвард Дж. Бехтольд (англ. Edward J. Bechtold). В авиакомпании Eastern Air Lines с 26 апреля 1945 года, а последнюю проверку квалификации на тип DC-7B проходил 14 июня 1962 года. Имел общий налёт 15 644 часа, в том числе 2700 часов на DC-7.
- Второй пилот — 45-летний Юлиус А. Вагнер (англ. Julius A. Wagner). В авиакомпании Eastern Air Lines с 15 марта 1951 года, а последнюю проверку квалификации на тип DC-7B проходил 26 января 1962 года. Имел общий налёт 9042 часа, в том числе 1610 часов на DC-7, из них 71 час в должности командира.
- Бортинженер — 31-летний Роберт Л. Вурхис (англ. Robert L. Voorhees). Имел квалификацию бортинженера, а также пилота одно- и многомоторных самолётов. В авиакомпании Eastern Air Lines с 26 августа 1957 года, а последнюю проверку квалификации на тип DC-7B проходил 27 сентября 1962 года. Имел общий налёт 4080 часов, в том числе 149 часов как бортинженер DC-7 и 718 часов как пилот DC-7.
- Стюардессы
  - Патриция Дж. Ричардс (англ. Patricia J. Richards). В авиакомпании Eastern Air Lines с 24 июня 1961 года.
  - 21-летняя Хелен Л. Фурнье (англ. Helen L. Fournier). В авиакомпании Eastern Air Lines 16 апреля 1962 года.

## История полёта

### Полёт к Нью-Йорку
Борт N815D в тот день выполнял регулярный пассажирский рейс EA-512 из Шарлотта в Нью-Йорк. Официальный прогноз погоды предусматривал в аэропорту Айдлуайлд частичное затемнение, туман и дымку, видимость 3 мили (4,8 км), иногда снижение до 2 мили (3,2 км). Светотехническое оборудование в аэропорту работало в полном объёме, но зато был отключён радиолокатор подхода. В офисе авиакомпании EAL экипаж получил прогноз, согласно которому над аэропортом назначения будет ясное небо, либо отдельные облака. После завершения подготовки, в 19:41 рейс 512 с 46 пассажирами (включая 1 служебного) и 5 членами экипажа на борту вылетел из аэропорта Дуглас. Выполняя полёт по приборам, экипаж последовательно устанавливал связь с диспетчерскими центрами в Атланте, Вашингтоне и Нью-Йорке, а также с офисами авиакомпании на служебной частоте.
Тем временем, в 19:27 Бюро погоды обновило метеопрогноз по аэропорту Айдлуайлд: нулевое затемнение на потолке [облачности], видимость ноль, туман, переменная облачность, видимость на земле 1—½ мили сквозь туман. Доказательств, что этот прогноз погоды был доведён до экипажа рейса 512, следователи впоследствии не нашли. В самом аэропорту Айдлуайлд в свою очередь в 20:15 отказывает трансивер TEL-автографа на диспетчерской вышке, который был необходим для передачи письменной информации из офиса Федерального управления гражданской авиации. Затем выяснилось, что не работала прямая телефонная связь между авиадиспетчерами и Бюро погоды. После обнаружилось, что измерители видимости на полосе «4 правая» начали работать с нарушениями, поэтому их отключили, о чём в 20:30 сообщили сотрудникам Бюро погоды.
В 20:23 рейс 512 при очередном радиообмене с офисом авиакомпании EAL получил указание: Если в Айдлуайлд [погодные условия] ниже [погодного] минимума по посадке, то вам разрешено [уходить] на Филадельфию (запасной аэродром). Экипаж подтвердил получение этой информации, после чего диспетчер дополнил: … несколько других рейсов ушли в Ньюарк.

### Заход на посадку

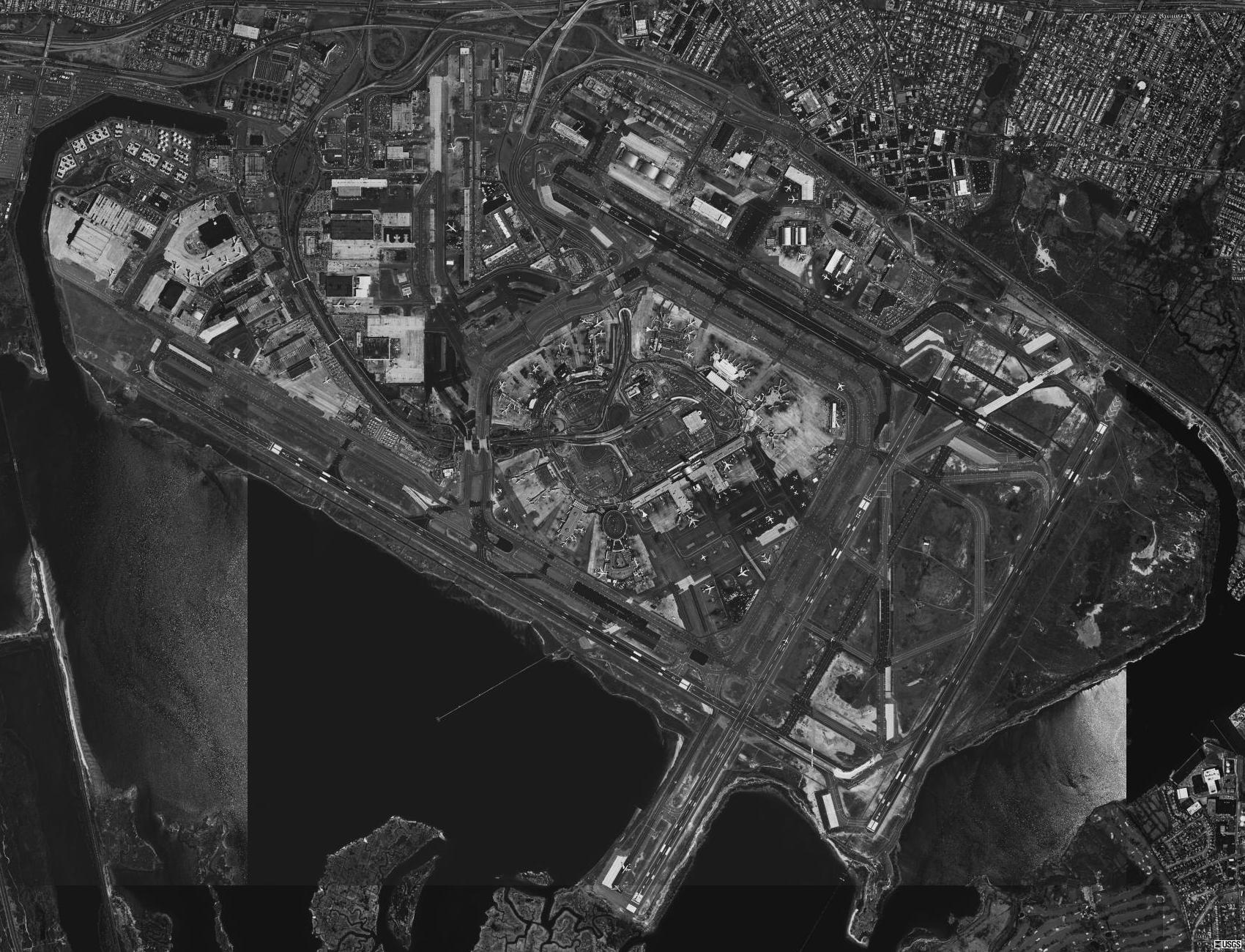
Аэропорт Айдлуайлд. Полоса 4R/22L — крайняя справа

В 20:45 экипаж перешёл на связь с Нью-Йоркским районным центром управления воздушным движением, который дал указание рейсу 512 находиться в зоне ожидания над Санди-Хуком на высоте 11 000 футов (3400 м). В 20:52 диспетчер передал расчётное время посадки — 22:07, а в 20:57 сообщил: … задержка на неопределённое из-за погоды. Экипаж получение информации подтвердил. Самолёты в это время садились на полосу «22 левая» (22L), но затем все прибывающие перевели на «4 правая» (4R — та же полоса, что и 22L). В 21:02 с рейса 512 запросили в офисе авиакомпании сводку о погоде, на что диспетчер передал информацию о видимости: … сейчас одна миля… Рейс EAL 330 прервал подход к полосе 22L. В свою очередь диспетчерский центр Нью-Йорка в 21:07 передал в эфир: Всем самолётам на частоте «Айдлуайлд—подход», последняя погода на 02:05 [GMT] (21:05 EST): частичное затемнение, [видимость] миля с половиной, туман, взлётно-посадочная полоса «4 правая», измерители видимости на полосе не работают.
Около 21:10 экипаж вновь связался с офисом авиакомпании и доложил: Ожидаем над Санди-Хуком. Расчётное время получения разрешения на подход от 40 минут до часа, высота 9000 футов (2700 м); сообщается, что видимость сейчас полторы мили. Через пару минут рейс 512 вновь вызвал радиста EAL и запросил информацию об аэропорте, на что было сообщено: Высота по давлению Айдлуайлда — 9640 футов (2940 м), давление аэродрома Айдлуайлд, по данным Бюро погоды — 30,30 дюйма (770 мм) рт.ст..
В 21:24 по указанию «Нью-Йорк—центр» экипаж рейса 512 установил связь с диспетчером подхода и доложил, что выполняет находится в зоне ожидания над Санди-Хуком, в ответ на что диспетчер передал: Пользоваться ILS полосы четыре правая, посадка на полосу четыре правая. Ветер тихий. Погода в Айдлуайлде: небо частично закрыто, видимость 1—1½ мили сквозь туман, настройка высотомера — три ноль три один [30,31]. Радиолокатор точного подхода отключён. Средний маркер и средний радиомаяк полосы четыре правая не работают; измерители видимости на полосе четыре правая не работают. Экипаж получение информации подтвердил.
В 21:27 экипаж винтового самолёта Douglas DC-6 компании United Air Lines (UAL) прервал заход на полосу 4R и ушёл на второй круг. Как пояснили пилоты в переговорах с диспетчером подхода, наземный туман толщиной не менее 50 футов (15 м) и очень густой, на что диспетчер ответил, что он сидит на уровне седьмого этажа и также не может разглядеть землю. Однако с 21:24 по 21:37 на эту же полосу успешно приземлились пять реактивных самолётов авиакомпаний Eastern, United, American и TWA. В 21:30 в эфир была передана обновлённая информация о погоде в аэропорту: ветер северо-восточный 6 узлов, переменная облачность, видимость у земли 1½ мили, в тумане — 1 миля, давление аэродрома — 30,31 дюйма (770 мм) рт. ст..
В 21:33 с рейса 512 доложили о снижении до 6000 футов (1800 м) в зоне Санди-Хука, на что диспетчер опознал его на радиолокаторе и дал вектор для захода на посадку на полосу «4 правая». В 21:39:11 экипаж доложил, что находится 9 милях (14 км) юго-западнее дальнего приводного радиомаяка, на что получил указание переходить на частоту диспетчера взлёта и посадки. Сам диспетчер подхода в 21:39:59 на своей частоте передал в эфир, что видимость на полосе снизилась до ¾ мили (1,2 км). В ту же минуту на полосу 4R приземлился винтовой самолёт Douglas DC-7 компании United, командир которого позже рассказал, что после прохождения дальнего привода он увидел сквозь туман свечение огней подхода, но не мог разглядеть полосу. Тем не менее, пилот принял решение выполнять визуальный заход, контролируя по приборам положение на глиссаде, пока не оказался непосредственно над полосой, после чего смог её увидеть. В 21:41 приземлился ещё один самолёт United, командир которого позже рассказал, что во время полёта выше тумана наблюдал всю полосу, но в тумане смог опознать только свет огней подхода, а видимость была меньше ¾ мили; точно её было не определить, из-за блеска огней полосы в тумане. В это же время самолёт бельгийской компании Sabena получил разрешение на взлёт с полосы «7 правая» (находится в миле к северо-западу от полосы «4 правая»), но его экипаж доложил, что пока задержится из-за густого тумана.

### Катастрофа
Когда с борта N815D доложили о прохождении внешнего радиомаяка, диспетчер передал, что сейчас включит для проверки проблесковые маяки огней подхода. В 21:43 диспетчер взлёта и посадки дал разрешение рейсу 512 на посадку, на что экипаж доложил: Окей. Мигалки тусклые. Диспетчер в ответ передал: Понял. Я должен их сейчас выключить. Это был последний радиообмен с бортом N815D. В это время по данным метеонаблюдения видимость на полосе 4R упала до 1/8 мили (около 200 метров), но в эфир об этом сообщать не стали. Сам экипаж не докладывал ни о прохождении среднего привода, ни о наблюдении полосы. Два диспетчера лишь видели, как красный маяк самолёта исчез в полумиле от начала полосы, после чего в 21:44 местный диспетчер дал экипажу рейса 512 указание доложить, когда те увидят полосу. Однако ответа так и не последовало.
Согласно показаниям выживших пассажиров, DC-7 заходил на посадку в посадочной конфигурации с выпущенными шасси и закрылками. Наблюдались различные огни подхода, потом внизу промелькнули белые полосы начала полосы, причём самолёт в этот момент следовал под небольшим углом к оси полосы справа налево. Затем слева промелькнули синие огни рулёжных дорожек, когда раздался шум увеличения режима двигателей, при этом лайнер чуть просел хвостом. Вдруг в 21:45 диспетчеры на вышке увидели, как на удалении около 4000 футов (1200 м) от начального торца полосы «4 правая» и на 400 футов (120 м) левее её оси появилась яркая оранжевая вспышка. Тут же были задействованы аварийные службы аэропорта, как следом экипаж самолёта компании American Airlines доложил о прохождении дальнего привода, и что впереди их появился огонь. Данному экипажу было дано указание облететь полосу с докладом. Вскоре с лайнера доложили: Взлётно-посадочная полоса четыре правая. Мы чётко видим внизу словно огонь… слева от полосы.
В 21:45 на удалении 3460 футов (1050 м) по вектору 37° от середины начального торца полосы 4R летящий со скоростью 135 уз (250 км/ч) в густом тумане с левым креном 37° борт N815D зацепил своими обоими левыми воздушными винтами тростник, растущий на мелководье в бухте Джамейка. Затем на удалении 3600 футов (1100 м) от начального торца полосы уже левое крыло врезалось в земляную горку и отделилось, при этом разорвало топливные баки, а вытекшее из них топливо воспламенилось. Затем отделилась правая плоскость, после чего фюзеляж разорвало пополам примерно вдоль перегородки между салонами первого класса. 24 пассажира (6 из туристического класса и 18 из первого) и 2 стюардессы успели выбежать наружу, прежде чем огонь от разлившегося топлива охватил самолёт, убив оставшихся на борту двух пилотов, бортинженера и 22 пассажира (включая служебного).

## Расследование
Катастрофа произошла в условиях быстро сгущающегося тумана, однако в эфир информация о погоде своевременно не передавалась. Когда видимость в аэропорту составляет менее 4 миль, информацию о ней обязаны передавать диспетчеры на вышке, но ответственность за это несут диспетчеры самой авиакомпании (в данном случае Eastern Air Lines). Когда диспетчер подхода в 21:39:59 на своей частоте передал в эфир, что видимость на полосе снизилась до ¾ мили, экипаж рейса 512 эту информацию уже не слышал, так как перешёл на частоту диспетчера взлёта и посадки. Диспетчер посадки в свою очередь, из-за нерабочих измерителей на полосе, определял значение видимости «на глаз» и считал, что она больше метеоминимума для аэропорта Айдлуайлд — ½ мили, тогда как фактически погода над аэродромом была уже хуже.
Тем не менее, экипаж борта N815D должен был слышать два сообщения от экипажей других самолётов, которые на частоте диспетчера взлёта и посадки сообщали о низкой видимости в аэропорту. Первым был рейс 406 также компании EAL, приземлившийся перед рейсом 512, и экипаж которого, докладывая об освобождении полосы, также передал, что видимость упала до 50—60 футов (15—18 метров). Другое сообщение поступило от экипажа авиакомпании Sabena, который должен был выполнять взлёт с полосы 7R, но принял решение задержаться, ожидая улучшения погоды. Но на решение командира борта N815D выполнить посадку могло повлиять то обстоятельство, что сразу перед ними в 21:44 самолёт UAL всё же выполнил посадку, при этом уточнив, что мешал блеск от огней полосы; потому с рейса 512 и попросили уменьшить интенсивность этих огней. Однако понимая, что туман становится слишком густым, экипаж на высоте всего 25 футов (7,6 м) и находясь фактически левее полосы, всё же принял решение уходить на второй круг, для чего в соответствии с действующими инструкциями увеличил режим двигателей, начал уборку шасси, одновременно с этим установив закрылки во взлётное положение.
Но никто на борту не почувствовал, что самолёт начал подниматься, как это было бы при наборе высоты под углом 9°. Вместо этого через несколько секунд «Дуглас» врезался в землю с уже убранными шасси (в нормальном режиме убираются за 7 секунд) и выпущенными на 20° закрылками. Лопасти воздушных винтов были установлены на угол 36—38°, а сами двигатели вращались с частотой 2422—2463 об/мин, развивая мощность 1890—2035 л.с. Фактически экипажу при уходе на второй круг достаточно было сперва увеличить мощность двигателей до максимума, а затем уже в процессе набора высоты переводить самолёт во взлётную конфигурацию. Однако из-за игнорирования того факта, что запаса высоты почти нет, угол закрылков был сразу уменьшен, тогда как мощность двигателей не была установлена на полный максимум. Не успев набрать скорость, «Дуглас» перешёл в сваливание и, теряя высоту, упал на землю.

## Причина
По мнению комиссии от Совета по гражданской авиации, происшествие случилось из-за того, что экипаж нарушил технику ухода на второй круг в условиях тумана, о котором не было своевременно сообщено.

### Комментарии
1. ↑  Здесь и далее указано Североамериканское восточное время (EST).